# Pegomya crinilamella
Pegomya crinilamella este o specie de muște din genul Pegomya, familia Anthomyiidae, descrisă de Fan și Qian în anul 1988. Conform Catalogue of Life specia Pegomya crinilamella nu are subspecii cunoscute.